# روي سكوت
روي سكوت (6 مايو 1917 في نيوزيلندا - 5 أغسطس 2005 بكرايستشرش في نيوزيلندا) (بالإنجليزية: Roy Scott)‏ هو لاعب كريكت نيوزلندي. شارك مع منتخب نيوزيلندا الوطني للكريكت.

## وصلات خارجية
- روي سكوت على موقع إي آس بي آن كريك إنفو (الإنجليزية)